# خاطرات خون‌آشام (فصل ۷)
خاطرات خون‌آشام یک سریال درام ماورایی آمریکایی یک ساعته است که در ۱۱ ژانویه ۲۰۱۵ توسط سی دابلیو برای فصل هفتم تمدید شد. این سریال در ۸ اکتبر ۲۰۱۵ روی آنتن رفت.

## بازیگران
پاول وسلی درنقش استفن سالواتوره
- ایان سامرهلدر درنقش دیمن سالواتوره

نینا‌ دوبرو در نقش الینا‌ گیلبرت
- کت گراهام درنقش بانی بنت
- کندیس آکولا درنقش کرولاین فوربس
- زک روئریگ درنقش مت داناوان
- متیو دیویس درنقش الاریک سالتزمن
- مایکل مالارکی درنقش انزو سینت جان

| - الیزابت بلکمور درنقش والری تول - اسکارلت بایرن درنقش نورا - ترسا لیان درنقش ماری لوییس - جیدن کین درنقش بو - تاد لسنس درنقش جولین - لسلی -ان هاف درنقش راینا کروز - لیلی رز مامفورد درنقش جوزی سالتزمن - تیرنی مامفورد درنقش لیزی سالتزمن - مایکل تروینو درنقش تایلر لاکوود - آنی ورشینگ درنقش لیلیان سالواتوره - جوزف مورگان درنقش کلاوس مایکلسون - جودی لین اکیف درنقش جو لافلین/فلورنس - تیم کانگ درنقش اسکار/خون‌آشام ناشناس - جاستیس لیک درنقش مالکوم - جان چارلز میر درنقش جوانی جوزپی سالواتوره - گوین کاسالگنو درنقش جوانی دیمن سالواتوره - لوک جودی درنقش جوانی استفن سالواتوره - اوان گمبل درنقش هنری - آنا نوگریا درنقش پنی ارس - ورونیکا گالوز درنقش جوانی راینا کروز - موزام مکار درنقش الکساندر سینت جان \| قسمت در سریال \| قسمت در فصل \| عنوان \| کارگردان \| نویسنده \| تاریخ پخش \| کد تولید \| بینندگان امریکایی (میلیون) \| \| ------------- \| ----------- \| --------------------------------------------- \| ----------------- \| --------------------------- \| -------------- \| -------- \| -------------------------- \| \| ۱۳۴ \| ۱ \| «روز اول از ۲۲هزار، بده یا بگیر» \| پاسکال ورسکوریس \| کرولاین درایز \| ۸ اکتبر ۲۰۱۵ \| 3J5701 \| 1.38[۳] \| \| ۱۳۵ \| ۲ \| «هرگز مرا رها نکن» \| کریس گریزمر \| براین یانگ \| ۱۵ اکتبر ۲۰۱۵ \| 3J5702 \| 1.40[۴] \| \| ۱۳۶ \| ۳ \| «دوره بی گناهی» \| مایکل ای.الووویتس \| ملیندا سو تیلر و هالی بریکس \| ۲۲ اکتبر ۲۰۱۵ \| 3J5703 \| 1.20[۵] \| \| ۱۳۷ \| ۴ \| «قلب تو را با خودم حمل می‌کنم» \| جفری هانت \| نیل رینالدز \| ۲۹ اکتبر ۲۰۱۵ \| 3J5704 \| 1.24[۶] \| \| ۱۳۸ \| ۵ \| «با این زندگی کن» \| کلی سایرس \| ربکا ساننشاین \| ۵ نوامبر ۲۰۱۵ \| 3J5705 \| 1.34[۷] \| \| ۱۳۹ \| ۶ \| «بهترین سرمای ارائه شده» \| درن جنت \| کرولاین درایز \| ۱۲ نوامبر ۲۰۱۵ \| 3J5706 \| 1.32[۸] \| \| ۱۴۰ \| ۷ \| «عزیز مادر» \| تونی سولومونز \| چاد فایوش و جیمز استاترکس \| ۱۹ نوامبر ۲۰۱۵ \| 3J5707 \| 1.10[۹] \| \| ۱۴۱ \| ۸ \| «مرا نگه دار، مرا به هیجان آور، مرا ببوس[۱۰]» \| لسلی لیبمن \| برت متیوس \| ۳ دسامبر ۲۰۱۵ \| 3J5708 \| 1.31[۱۱] \| \| ۱۴۲ \| ۹ \| «به سردی یخ» \| جفری وینگ شاتز \| براین یانگ \| ۱۰ دسامبر ۲۰۱۵ \| 3J5709 \| ۱٫۱۸ \| \| ۱۴۳ \| ۱۰ \| «جهنم، ادم‌های دیگر است.» \| دبورا چاو[۱۲] \| هالی بریکس و نیل رینالدز \| ۲۹ ژانویه ۲۰۱۶ \| 3J5710 \| 1.23[۱۳] \| \| ۱۴۴ \| ۱۱ \| «چیزهایی که در آتش ازدست دادیم» \| پاول وسلی \| ملیندا سو تیلر \| ۵ فوریه ۲۰۱۵ \| 3J5711 \| 1.09[۱۴] \| \| ۱۴۵ \| ۱۲ \| «کارت پستال‌هایی از حاشیه» \| پاسکال ورسکوریز \| ربکا ساننشاین \| ۱۲ فوریه ۲۰۱۶ \| 3J5712 \| 1.08[۱۵] \| \| ۱۴۶ \| ۱۳ \| «کار این زن» \| گرت استاور \| چاد فیویاش و جیمز استاتراکس \| ۱۹ فوریه ۲۰۱۶ \| 3J5713 \| 1.01[۱۶] \| \| ۱۴۷ \| ۱۴ \| «مهتاب روی نهر» \| جفری هانت \| کرولاین دریز و برت متیوز \| ۲۶ فوریه ۲۰۱۶ \| 3J5714 \| 1.20[۱۷] \| \| ۱۴۸ \| ۱۵ \| «بخاطر تو اینکار را می‌کنم» \| مایک کاراسیک \| براین یانگ \| ۴ مارس ۲۰۱۶ \| 3J5714 \| ۱٫۰۸ \| \| ۱۴۹ \| ۱۶ \| «روزهای آینده گذشته» \| ایان سامرهلدر \| ملیندا سو تیلور \| ۱ آوریل ۲۰۱۶ \| 3J5716 \| 1.07[۱۸] \| \| ۱۵۰ \| ۱۷ \| «من به جنگل رفتم» \| جولی پلک \| جولی پلک و نیل رینالدز \| ۸ آوریل ۲۰۱۶ \| 3J5717 \| ۱٫۱۷[۱۹] \| \| ۱۵۱ \| ۱۸ \| «این راه یا دیگری» \| رشاد ارنستو گرین \| پنی کاکس و ربکا ساننشاین \| ۱۵ آوریل ۲۰۱۶ \| 3J5718 \| ۱٫۰۲[۲۰] \| \| ۱۵۲ \| ۱۹ \| «کسی که قبلاً می‌شناختم» \| کریس گریزمر \| متیو دامبروزیو و هالی بریکس \| ۲۲ آوریل ۲۰۱۶ \| 3J5719 \| ۱٫۰۲[۲۱] \| \| ۱۵۳ \| ۲۰ \| «همه را بکش» \| کلی سایرس \| چاد فیویش و جیمز استاتراکس \| ۲۹ آوریل ۲۰۱۶ \| 3J5720 \| ۱٫۰۵[۲۲] \| \| ۱۵۴ \| ۲۱ \| «نماز وحشت برای یک رؤیا» \| پاول وسلی \| برت متیوز و نیل رینالدز \| ۶ مه ۲۰۱۶ \| 3J5721 \| ۰٫۹۰[۲۳] \| \| ۱۵۵ \| ۲۲ \| «خدایان و هیولاها[۲۴]» \| مایکل الوویتس \| براین یانگ \| ۱۳ مه ۲۰۱۶ \| 3J5722 \| ۱٫۰۸[۲۵] \| 1. 2. 3. 4. 5. 6. 7. 8. 9. 10. 11. 12. 13. 14. 15. 16. 17. 18. 19. 20. 21. 22. 23. 24. 25. - مشارکت‌کنندگان ویکی‌پدیا. «The Vampire Diaries (season 7)». در دانشنامهٔ ویکی‌پدیای انگلیسی. |             |                                           |                   |                             |                |          |                            |
| قسمت در سریال | قسمت در فصل | عنوان                                     | کارگردان          | نویسنده                     | تاریخ پخش      | کد تولید | بینندگان امریکایی (میلیون) |
| ۱۳۴ | ۱           | «روز اول از ۲۲هزار، بده یا بگیر»          | پاسکال ورسکوریس   | کرولاین درایز               | ۸ اکتبر ۲۰۱۵   | 3J5701   | 1.38                       |
| ۱۳۵ | ۲           | «هرگز مرا رها نکن»                        | کریس گریزمر       | براین یانگ                  | ۱۵ اکتبر ۲۰۱۵  | 3J5702   | 1.40                       |
| ۱۳۶ | ۳           | «دوره بی گناهی»                           | مایکل ای.الووویتس | ملیندا سو تیلر و هالی بریکس | ۲۲ اکتبر ۲۰۱۵  | 3J5703   | 1.20                       |
| ۱۳۷ | ۴           | «قلب تو را با خودم حمل می‌کنم»             | جفری هانت         | نیل رینالدز                 | ۲۹ اکتبر ۲۰۱۵  | 3J5704   | 1.24                       |
| ۱۳۸ | ۵           | «با این زندگی کن»                         | کلی سایرس         | ربکا ساننشاین               | ۵ نوامبر ۲۰۱۵  | 3J5705   | 1.34                       |
| ۱۳۹ | ۶           | «بهترین سرمای ارائه شده»                  | درن جنت           | کرولاین درایز               | ۱۲ نوامبر ۲۰۱۵ | 3J5706   | 1.32                       |
| ۱۴۰ | ۷           | «عزیز مادر»                               | تونی سولومونز     | چاد فایوش و جیمز استاترکس   | ۱۹ نوامبر ۲۰۱۵ | 3J5707   | 1.10                       |
| ۱۴۱ | ۸           | «مرا نگه دار، مرا به هیجان آور، مرا ببوس» | لسلی لیبمن        | برت متیوس                   | ۳ دسامبر ۲۰۱۵  | 3J5708   | 1.31                       |
| ۱۴۲ | ۹           | «به سردی یخ»                              | جفری وینگ شاتز    | براین یانگ                  | ۱۰ دسامبر ۲۰۱۵ | 3J5709   | ۱٫۱۸                       |
| ۱۴۳ | ۱۰          | «جهنم، ادم‌های دیگر است.»                  | دبورا چاو         | هالی بریکس و نیل رینالدز    | ۲۹ ژانویه ۲۰۱۶ | 3J5710   | 1.23                       |
| ۱۴۴ | ۱۱          | «چیزهایی که در آتش ازدست دادیم»           | پاول وسلی         | ملیندا سو تیلر              | ۵ فوریه ۲۰۱۵   | 3J5711   | 1.09                       |
| ۱۴۵ | ۱۲          | «کارت پستال‌هایی از حاشیه»                 | پاسکال ورسکوریز   | ربکا ساننشاین               | ۱۲ فوریه ۲۰۱۶  | 3J5712   | 1.08                       |
| ۱۴۶ | ۱۳          | «کار این زن»                              | گرت استاور        | چاد فیویاش و جیمز استاتراکس | ۱۹ فوریه ۲۰۱۶  | 3J5713   | 1.01                       |
| ۱۴۷ | ۱۴          | «مهتاب روی نهر»                           | جفری هانت         | کرولاین دریز و برت متیوز    | ۲۶ فوریه ۲۰۱۶  | 3J5714   | 1.20                       |
| ۱۴۸ | ۱۵          | «بخاطر تو اینکار را می‌کنم»                | مایک کاراسیک      | براین یانگ                  | ۴ مارس ۲۰۱۶    | 3J5714   | ۱٫۰۸                       |
| ۱۴۹ | ۱۶          | «روزهای آینده گذشته»                      | ایان سامرهلدر     | ملیندا سو تیلور             | ۱ آوریل ۲۰۱۶   | 3J5716   | 1.07                       |
| ۱۵۰ | ۱۷          | «من به جنگل رفتم»                         | جولی پلک          | جولی پلک و نیل رینالدز      | ۸ آوریل ۲۰۱۶   | 3J5717   | ۱٫۱۷                       |
| ۱۵۱ | ۱۸          | «این راه یا دیگری»                        | رشاد ارنستو گرین  | پنی کاکس و ربکا ساننشاین    | ۱۵ آوریل ۲۰۱۶  | 3J5718   | ۱٫۰۲                       |
| ۱۵۲ | ۱۹          | «کسی که قبلاً می‌شناختم»                    | کریس گریزمر       | متیو دامبروزیو و هالی بریکس | ۲۲ آوریل ۲۰۱۶  | 3J5719   | ۱٫۰۲                       |
| ۱۵۳ | ۲۰          | «همه را بکش»                              | کلی سایرس         | چاد فیویش و جیمز استاتراکس  | ۲۹ آوریل ۲۰۱۶  | 3J5720   | ۱٫۰۵                       |
| ۱۵۴ | ۲۱          | «نماز وحشت برای یک رؤیا»                  | پاول وسلی         | برت متیوز و نیل رینالدز     | ۶ مه ۲۰۱۶      | 3J5721   | ۰٫۹۰                       |
| ۱۵۵ | ۲۲          | «خدایان و هیولاها»                        | مایکل الوویتس     | براین یانگ                  | ۱۳ مه ۲۰۱۶     | 3J5722   | ۱٫۰۸                       |